# Kiss & Tell (Selena Gomez & the Scene)
Kiss & Tell è l'album di debutto della band statunitense Selena Gomez & the Scene, pubblicato il 29 settembre 2009 nel Nordamerica dall'etichetta discografica Hollywood Records, ed in seguito in tutto il mondo. Tra i produttori delle canzoni presenti nell'album vi sono Gina Schock e i Go-Go's. L'album ha ricevuto critiche generalmente positive.
L'album è entrato alla nona posizione della classifica statunitense vendendo circa 66 000 copie nella sua prima settimana ed è stato certificato disco d'oro a marzo 2010 per aver venduto oltre 500 000 copie. A giugno 2011 l'album aveva venduto 778 000 copie nei soli Stati Uniti. Nel gennaio 2016 l'album ottiene il disco di platino, per aver venduto un milione di copie. Ha raggiunto posizioni in top ten anche in Spagna, Austria, Grecia, Polonia e Argentina, ed è stato certificato disco d'oro sia in Argentina (oltre 20 000 copie vendute) che in Canada (oltre 40 000 copie vendute).
Da Kiss & Tell sono stati estratti due singoli, Falling Down e Naturally. Il primo ha raggiunto posizioni basse in classifica negli Stati Uniti e in Canada ed una posizione in top twenty in Giappone, ottenendo uno scarso successo mondiale. Il secondo è stato invece il successo internazionale della band, essendo stato certificato disco di platino negli Stati Uniti ed avendo raggiunto posizioni in top ten in alcuni paesi europei.

## Produzione
Selena Gomez annunciò nel luglio 2008 la pubblicazione di un album durante un'intervista con Jocelyn Vena di MTV News. Affermò: «Farò parte di una band, quindi non sarà musica di Selena Gomez. Non sarò una solista. Penso di non volere neanche che c'entri il mio nome.»
Ad agosto 2009 la Gomez annunciò il titolo dell'album, Kiss & Tell, insieme al nome della propria band, Selena Gomez & the Scene. Per quest'ultimo la cantante motivò la scelta affermando: «Ho chiamato la mia band the Scene perché molta gente si sta beffando di me chiamandomi una wannabe scene,» - con questo termine s'intende un'aspirante e finta ragazza dello spettacolo - «quindi ho pensato di ridicolizzare la situazione.» Il brano Tell Me Something I Don't Know fu nuovamente registrato per l'inclusione nell'album, perché la versione originale era stata composta quando la Gomez aveva solo dodici anni. La cantante dichiarò di essere una "grande ammiratrice" di Fefe Dobson, tanto da incidere una cover della sua canzone As a Blonde, originariamente pubblicata nel suo secondo album, Sunday Love. La Gomez è la coautrice di una sola traccia dell'album, intitolata I Won't Apologize.

## Stili musicali e temi

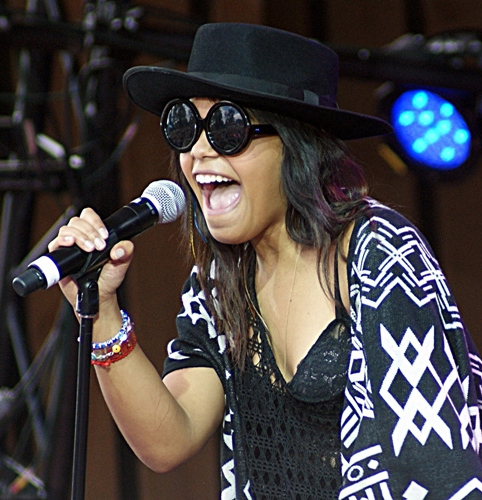
Selena Gomez ha incluso nell'album una reinterpretazione di As a Blonde, una canzone della cantante canadese Fefe Dobson.

Prima della pubblicazione di Kiss & Tell, Selena Gomez ha spiegato le motivazioni del suo progetto musicale: «Fondamentalmente, voglio fare musica divertente e con la quale genitori e bambini possono scatenarsi e passare bene il tempo. Non canterò e basta, perché sto anche imparando a suonare la batteria e la chitarra elettrica.» La cantante riteneva la sua musica "divertente, energica, che fa scatenare", aggiungendo: «Sono ancora nuova e sto ancora scoprendo dove intendo andare nel mondo della musica. Ma penso che questo sia un buon inizio, spero.»
L'album presenta principalmente elementi di genere pop rock, dance pop e pop punk caratterizzati dal synth pop e contiene influenze da artisti come Demi Lovato, Lady Gaga ed Avril Lavigne. Il primo brano, Kiss & Tell, è caratterizzato da chitarre punk, battiti di mani, bassi e un tocco di batteria in stile Adam and the Ants. Falling Down , come Kiss & Tell, è una traccia aggressiva, quasi impertinente, che include melodie punk e pop. La cantante ha spiegato il suo significato durante un'intervista affermando: «È fondamentalmente su Hollywood, su cosa la gente ne pensa e quanto falsa può essere a volte. È divertente e penso che le ragazze possano paragonarla a qualcosa, ad una ragazza meschina, ad un ex fidanzato, a chiunque. Per me è la causa dell'immagine di Hollywood.»
Crush  si avvicina allo stile di Avril Lavigne I Don't Miss You At All ("non mi manchi per niente") è un brano elettropop influenzato da Untouched e This Is How It Feels delle Veronicas Stop and Erase parla di un brutto passato, caratterizzato dal bullismo, che la cantante non ritiene un'esperienza negativa bensì un'occasione per maturare. I Got U ("ho te"), secondo Bill Lamb di About.com, porta con sé un "misto di dolcezza ed intensità dello stile inconfondibile di Selena Gomez". L'ultima traccia, Tell Me Something I Don't Know ("dimmi qualcosa che non so"), è la colonna sonora del film Another Cinderella Story.

## Critica
Kiss & Tell ha ricevuto critiche contrastanti. Secondo Bill Lamb di About.com, l'album trasmette energia; Lamb ha aggiunto che non lo ritiene un capolavoro, anche se pensa sia un ottimo debutto. Egli ha valutato il disco con quattro stelle su cinque. Tim Sendra di All Music Guide gli ha assegnato quattro stelle e mezzo su cinque scrivendo che è "un lavoro di geniale musica pop moderna che mostra lo stile della cantante, con una voce sorprendentemente profonda, immersa in un contesto perfetto".
Mikael Wood, critico per la rivista Billboard, ha scritto che, nonostante trovi che Kiss & Tell sia simile ad album altre star della Disney come Demi Lovato e Miley Cyrus, contiene alcuni pezzi forti. Ha aggiunto: «Però se la Gomez vuole sopravvivere più a lungo nel mondo dello spettacolo dovrebbe utilizzare maggiormente il suo stile nella propria musica.» Entertainment Weekly ha valutato l'album con la lettera D (che equivale ad una sufficienza scarsa) motivando che "la voce della cantante non colpisce" e "tutta l'eccellente produzione non è riuscita ad eliminare i suoi atteggiamenti simili ad Avril Lavigne". Rober Copsey di Digital Spy ha valutato l'album con due stelle su cinque. Il critico ha spiegato che "sfortunatamente il ritmo orecchiabile di Naturally si perde nelle altre canzoni, facendole risultare sdolcinate e facilmente dimenticabili come pezzi simili a quelli di Miley Cyrus, Avril Lavigne e Pink".

## Successo commerciale

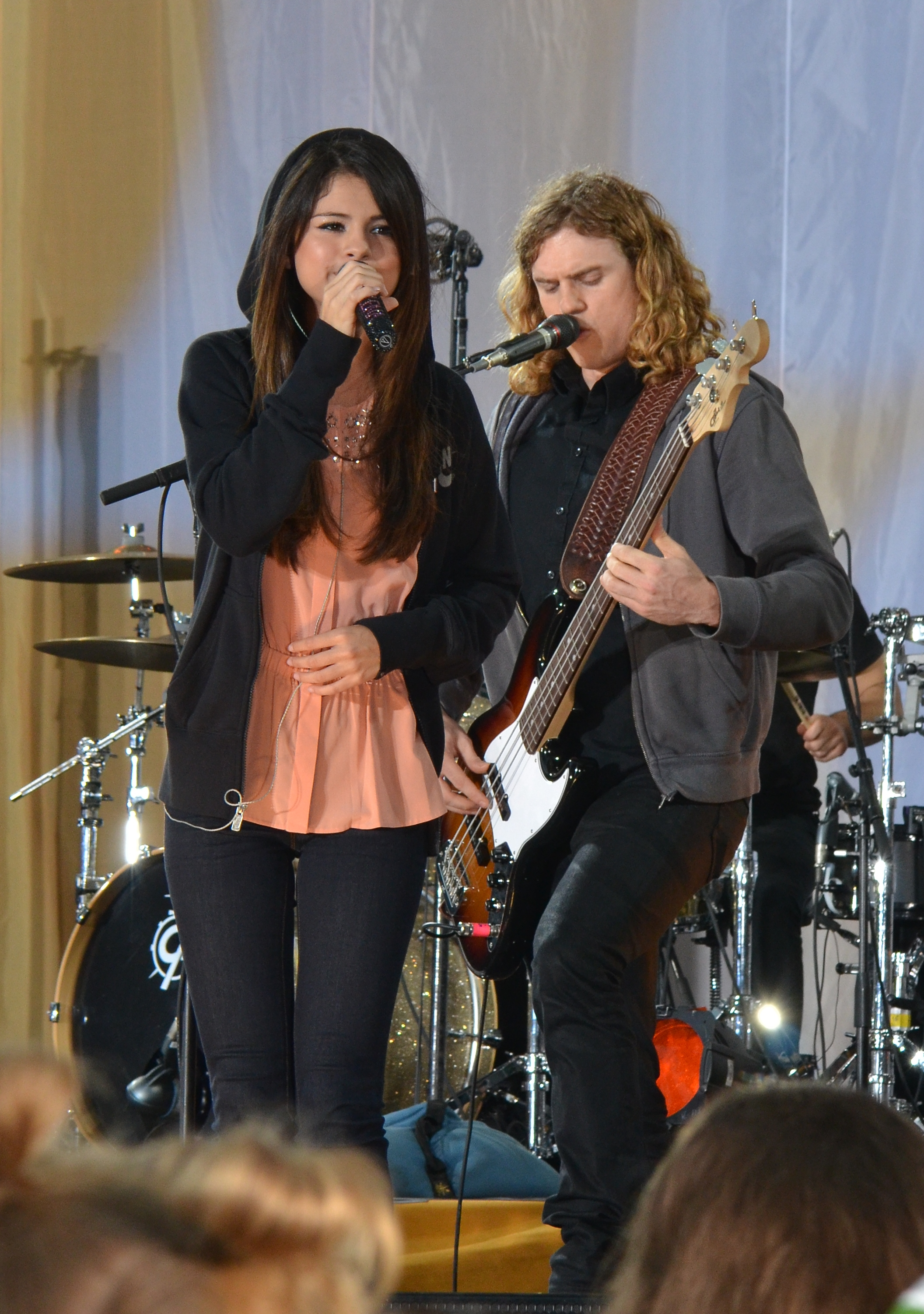
Selena Gomez si esibisce con Naturally al programma Good Morning America, giugno 2011.

Kiss & Tell ha debuttato alla nona posizione della classifica statunitense, la Billboard 200, vendendo circa 66 000 copie nella sua prima settimana. La settimana successiva, l'album è sceso alla venticinquesima posizione, vendendo altre 25 000 copie ed è rimasto in tale classifica per più di un anno. Nella classifica di fine anno statunitense del 2009, Kiss & Tell si è piazzato alla posizione numero 187, mentre in quella del 2010 alla numero 47. Fino a giugno 2011 l'album aveva venduto 778 000 copie in totale negli Stati Uniti.
Nel resto del mondo ha avuto un successo discreto. In Australia non è riuscito ad entrare nella classifica ufficiale, ma ha raggiunto la quarta posizione in quella degli artisti debuttanti. Nella classifica britannica è entrato alla dodicesima posizione ed è rimasto per sette settimane. Oltre che negli Stati Uniti, ha raggiunto la top ten solo in Grecia, Spagna, Austria e Polonia. In Spagna l'album è risultato il ventottesimo più venduto del 2010. In Italia è entrato alla posizione numero 73 ed è salito alla 33 la settimana successiva. È rimasto in classifica per altre cinque settimane.

## Tracce
Edizione statunitense
1. Kiss & Tell – 3:17 (Ted Bruner, Trey Vittetoe, Gina Schock)
2. I Won't Apologize – 3:06 (Selena Gomez, John Fields, William James McAuley III)
3. Falling Down – 3:04 (Ted Bruner, Trey Vittetoe, Gina Schock)
4. I Promise You – 3:20 (Isaac Hasson, Lindy Robbins, Mher Filian)
5. Crush – 3:19 (Ted Bruner, Trey Vittetoe, Gina Schock)
6. Naturally – 3:22 (Antonina Armato, Tim James, Devrím Karaoglu)
7. The Way I Loved You – 3:33 (Shelly Peiken, Rob Wells)
8. More – 3:30 (Isaac Hasson, Lindy Robbins, Mher Filian)
9. As a Blonde – 2:47 (Fefe Dobson, Greg Wells, Shelly Peiken)
10. I Don't Miss You at All – 3:40 (Lindy Robbins, Toby Gad)
11. Stop & Erase – 2:52 (Ted Bruner, Trey Vittetoe, Gina Schock)
12. I Got U – 3:34 (Matthew Wilder, Tamara Dunn)
13. Tell Me Something I Don't Know (New Version) – 2:55 (Antonina Armato, Ralph Curchwell, Michael Nielsen)

Traccia bonus (edizione europea)
1. Naturally (Dave Audé Radio Edit) – 4:05 (Antonina Armato, Tim James, Devrím Karaoglu)

Traccia bonus (edizione giapponese)
1. Falling Down (Plug In Language Remix) – 7:14 (Ted Bruner, Trey Vittetoe, Gina Schock)

DVD bonus (Target)
1. Making of Kiss & Tell
2. Falling Down (Video)
3. Galleria fotografica

## Singoli
- Falling Down è stata estratta come primo singolo. La canzone è stata inviata a Radio Disney il 21 agosto 2009 ed è stata messa in commercio il 25 agosto. Il videoclip del brano è stato mostrato al pubblico per la prima volta su Disney Channel il 28 agosto 2009. La critica ha assegnato alla canzone voti alti, ritenendo che grazie ad essa Selena Gomez ha provato di avere molto talento ed energia, confrontabili con quelli di altre cantanti Disney di successo. Falling Down ha raggiunto la posizione numero 82 negli Stati Uniti, la numero 69 in Canada e la numero 15 in Giappone.
- Naturally è stata estratta come terzo singolo, dopo il secondo singolo "Tell Me Something i Don't Know" e prima del quarto singolo "More" .Il videoclip della canzone è stato trasmesso per la prima volta l'11 dicembre 2009 su Disney Channel. Negli Stati Uniti il singolo ha debuttato alla posizione numero 39, ha raggiunto la posizione massima 29 ed è stato certificato disco di platino. In Canada ha raggiunto la posizione numero 18, divenendo il primo della band ad entrare in una top twenty. Naturally è anche il loro primo singolo ad entrare in una classifica dell'Oceania raggiungendo la posizione numero 46 in Australia. Nel Regno Unito ha raggiunto la settima posizione; il singolo precedente di un artista della Disney che ha raggiunto la top ten è stato Wake Up di Hilary Duff, che ha raggiunto la settima posizione nel 2005. Altri paesi europei in cui ha raggiunto la top ten sono Belgio (sia Fiandre che Vallonia), Irlanda, Slovacchia ed Ungheria.

## Selena Gomez & the Scene Live in Concert
Selena Gomez & the Scene: Live in Concert è il primo tour del gruppo, svolto in Nord America e Europa per promuovere Kiss & Tell.

### Scaletta
Leg 1
1. "Kiss & Tell"
2. "Stop & Erase"
3. "Crush"
4. "Naturally"
5. "I Won't Apologize"
6. "More"
7. "The Way I Loved You"
8. "I Want It That Way"
9. "I Don't Miss You At All"
10. "Tell Me Something I Don't Know"
11. "Falling Down"
12. "Hot n Cold"

Encore
1. "I Promise You"
2. "Magic"

Leg 2
1. "Round & Round"
2. "Crush"
3. "Kiss & Tell"
4. "More"
5. "You Belong with Me"
6. "I Won't Apologize"
7. "The Way I Loved You"
8. "A Year Without Rain"
9. "I Don't Miss You At All"
10. "Hot n Cold"
11. "Falling Down"
12. "Love Is a Battlefield"
13. "In My Head"
14. "Tell Me Something I Don't Know"

Encore
1. "Naturally"
2. "Magic"

### Date
| Data              | Città         | Nazione     | Luogo                             |
| ----------------- | ------------- | ----------- | --------------------------------- |
| Nord America      |               |             |                                   |
| 15 novembre 2009  | San Diego     | Stati Uniti | House of Blues San Diego          |
| 21 novembre 2009  | Anaheim       | Stati Uniti | House of Blues Anaheim            |
| 28 novembre 2009  | Dallas        | Stati Uniti | House of Blues Dallas             |
| 13 dicembre 2009  | Tempe         | Stati Uniti | Marquee Theatre                   |
| 20 dicembre 2009  | San Francisco | Stati Uniti | Palace of Fine Arts Theatre       |
| 7 febbraio 2010   | San Antonio   | Stati Uniti | AT&T Center                       |
| 11 febbraio 2010  | New York      | Stati Uniti | Blender Theatre at Gramercy       |
| 14 febbraio 2010  | Upper Darby   | Stati Uniti | Tower Theatre                     |
| 20 febbraio 2010  | Uniondale     | Stati Uniti | Nassau Veterans Memorial Coliseum |
| 21 marzo 2010     | Houston       | Stati Uniti | Reliant Stadium                   |
| Europa            |               |             |                                   |
| 5 aprile 2010     | Londra        | Regno Unito | O2 Shepherds Bush Empire          |
| Nord America      |               |             |                                   |
| 14 agosto 2010    | Bethlehem     | Stati Uniti | Sands Riverplace                  |
| 15 agosto 2010    | Indianapolis  | Stati Uniti | Hoosier Lottery Grandsiand        |
| 21 agosto 2010    | Springfield   | Stati Uniti | State Fairgrounds Grandstand      |
| 22 agosto 2010    | Eureka        | Stati Uniti | Old Glory Amphitheatre            |
| 11 settembre 2010 | York          | Stati Uniti | Toyota Grandstand                 |
| 18 settembre 2010 | Pomona        | Stati Uniti | Fairplex Park                     |
| 19 settembre 2010 | Hutchinson    | Stati Uniti | Sprint Grandstand                 |
| 10 ottobre 2010   | Fresno        | Stati Uniti | Paul Paul Theater                 |

## Crediti
Di seguito sono elencate tutte le persone che hanno contribuito alla produzione di Kiss & Tell.
- Voce - Selena Gomez
- Vocali di sottofondo - Selena Gomez, Lindy Robbins, Gina Schock, Fefe Dobson, Char Licera
- Chitarra - John Fields, Greg Johnston, Jimmy Messer, Tim Pierce, Isaac Hasson
- Basso - John Fields, Sean Hurley, Isaac Hasson
- Tastiera - John Fields, Isaac Hasson, Mher Filian
- Batteria - John Fields, Dorian Crozier, Josh Freese
- Beat - Mher Filian
- Produttori - John Fields, Matthew Wilder, Rob Wells, Toby Gad, Trey Vittetoe, Devrim Karaoglu, Antonina Armato
- Tecnici - John Fields, Matthew Wilder, Rob Wells, Trey Vittetoe, Chris Anderson, Adam Comstock, Steve Hammons, Luke Tozour
- Mixer - John Fields, Matthew Wilder, Toby Gad, Chris Anderson, Clif Norrell, Paul Palmer, Paul David Hager
- Programmazione - John Fields, Rob Wells, Toby Gad, Mher Filian, Isaac Hasson
- Strumentazione - Matthew Wilder, Rob Wells, Toby Gad, Trey Vittetoe
- Produttori vocali - Rob Wells, Shelly Peiken
- Tecnico della batteria - Ghian Wright
- Arrangiatore - Toby Gad
- Assistente tecnico - Dorian Crozier
- Mastering - Robert Vosgien
- A&R - Cindy Warden, Jon Lind
- Direttore creativo - David Snow
- Copertina e booklet - Nick Steinhardt
- Direttore artistico - Jeri Heiden

## Classifiche
| Classifica (2009/2010) | Posizione massima |
| ---------------------- | ----------------- |
| Argentina              | 10                |
| Austria                | 4                 |
| Belgio (Fiandre)       | 22                |
| Belgio (Vallonia)      | 26                |
| Canada                 | 22                |
| Francia                | 24                |
| Germania               | 19                |
| Grecia                 | 2                 |
| Irlanda                | 14                |
| Italia                 | 33                |
| Messico                | 20                |
| Nuova Zelanda          | 21                |
| Norvegia               | 38                |
| Paesi Bassi            | 87                |
| Polonia                | 4                 |
| Regno Unito            | 12                |
| Spagna                 | 2                 |
| Stati Uniti            | 9                 |
| Svizzera               | 36                |

### Classifiche di fine anno
| Classifica (2009) | Posizione |
| ----------------- | --------- |
| Stati Uniti       | 187       |
| Classifica (2010) | Posizione |
| Spagna            | 28        |
| Stati Uniti       | 47        |

## Date di pubblicazione
| Paese       | Data              | Etichetta |
| ----------- | ----------------- | --------- |
| Canada      | 29 settembre 2009 | Hollywood |
| Stati Uniti | 29 settembre 2009 | Hollywood |
| Australia   | 16 ottobre 2009   | Universal |
| Giappone    | 24 febbraio 2010  | Avex      |
| Italia      | 2 aprile 2010     | Universal |
| India       | 3 aprile 2010     | Universal |
| Regno Unito | 19 aprile 2010    | Polydor   |